# Juan de la Cosa
Juan de la Cosa (Santoña, entre 1451 y 1460-Turbaco, 28 de febrero de 1510) fue un navegante y cartógrafo español conocido por haber participado en siete de los primeros viajes a América y por haber dibujado el mapa más antiguo conservado en el que aparece el continente americano.
Juan de la Cosa tuvo un papel destacado en el primer y el segundo viaje de Cristóbal Colón a las Antillas y en 1499 participó como piloto mayor en la expedición de Alonso de Ojeda a las costas del continente sudamericano. A su regreso a España dibujó su famoso mapamundi y poco después volvió a embarcarse hacia las Indias, esta vez con Rodrigo de Bastidas. En los años siguientes alternó viajes a América bajo su propio mando con encargos especiales de la Corona de Castilla, incluyendo una misión como espía en Lisboa y la participación en la Junta de pilotos de Burgos de 1508. En 1509 emprendió la que sería su última expedición, de nuevo junto a Ojeda, para tomar posesión de las costas de la actual Colombia. De la Cosa murió en la bahía de Calamar en un enfrentamiento armado con indígenas antes de poder llegar a ejercer su cargo de alguacil mayor de Urabá.

## Origen y juventud

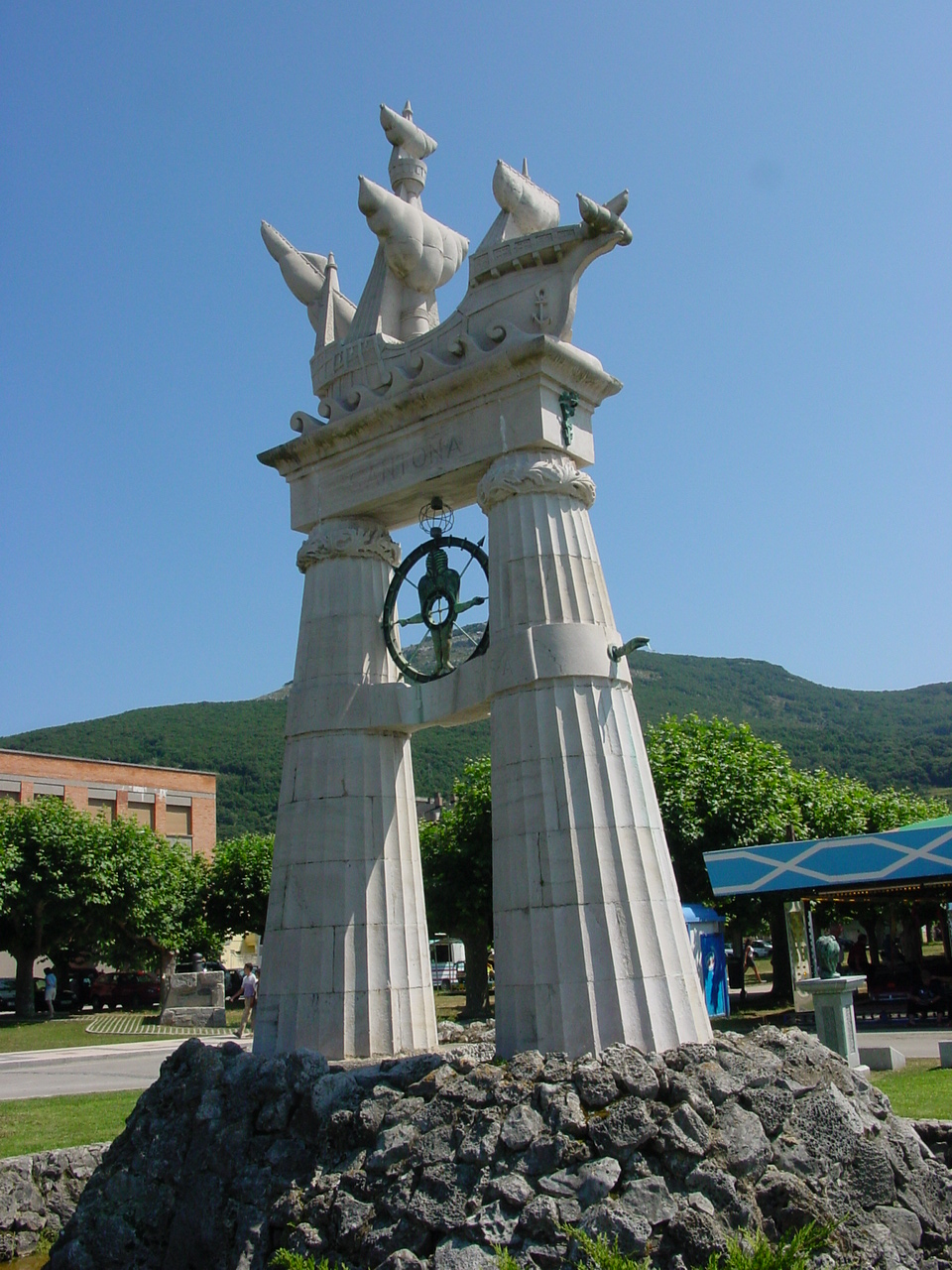
Monumento a Juan de la Cosa en su probable localidad natal: Santoña

No se sabe con exactitud dónde nació Juan de la Cosa pero la hipótesis más aceptada es que fue en Santoña (Cantabria), ya que se conservan documentos que muestran que fue vecino de Santoña y que su mujer e hija residieron en esa ciudad. Algunos cronistas del siglo XVI le llamaron «El Vizcaíno», lo cual llevó a confundirlo con otros marinos llamados Juan Vizcaíno, los cuales hoy se sabe que eran personas distintas.
Tampoco se conoce su fecha de nacimiento, estimada entre 1450 y 1460, ni se tienen datos de su niñez ni de su adolescencia. Se supone que de joven debió tomar parte en navegaciones por el mar Cantábrico y, posteriormente, en dirección a las islas Canarias y al África occidental.
Las primeras referencias fundadas provienen de 1488, cuando estaba en Portugal. En ese entonces, el navegante Bartolomé Díaz acababa de llegar a Lisboa, tras haber alcanzado el cabo de Buena Esperanza. Los Reyes Católicos habrían enviado a La Cosa a esa ciudad en calidad de espía en busca de información y detalles de dicho descubrimiento, logrando regresar a Castilla antes de que los oficiales portugueses lo capturaran.
Al inicio de la década de 1490 Juan se encontraba establecido en El Puerto de Santa María (hoy día en la provincia de Cádiz) y poseía una nao llamada Marigalante o Gallega. Se cree que por motivos de negocios tuvo relaciones con los hermanos Pinzón.

## Viajes con Colón a las Indias

### Primer viaje

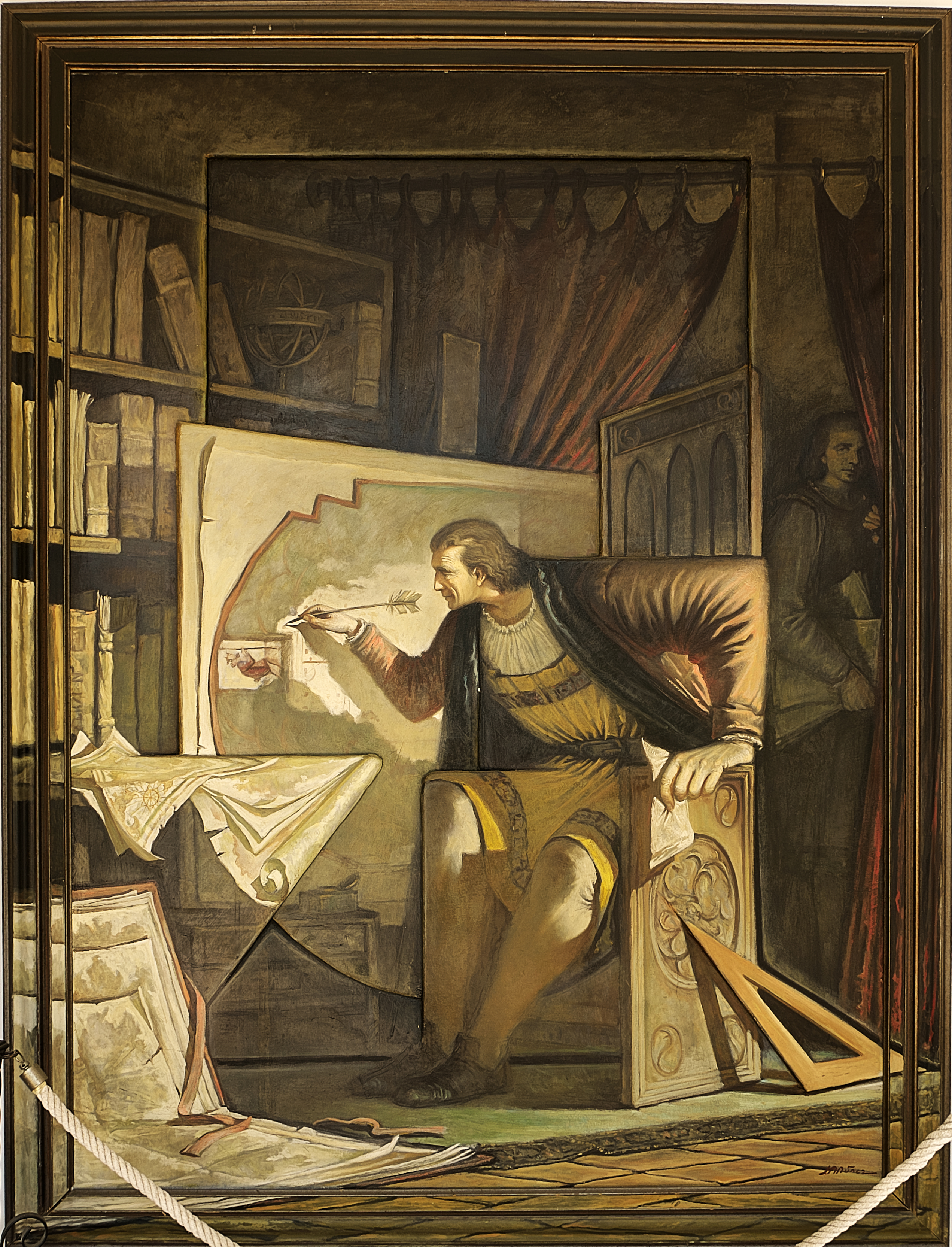
Juan de la Cosa, Monasterio de La Rábida

En 1492 participó en el primer viaje de Cristóbal Colón a las Indias a bordo de su nao, que según los cronistas posteriores fue rebautizada Santa María para la ocasión. Ejercía el cargo de maestre, siendo Colón el capitán. La embarcación naufragó la noche del 24 al 25 de diciembre del mismo año frente a las costas haitianas. El Diario escrito por Bartolomé de las Casas supuestamente a partir de las notas de Colón acusa personalmente a La Cosa por el incidente, diciendo que ocurrió bajo su guardia y que además huyó en vez de prestar socorro al barco.

Martes, 25 de diciembre, día de Navidad
[...] Quiso Nuestro Señor que a las doce oras de la noche, como avían vista acostar y reposar el Almirante y veían que era calma muerta y la mar como en una escudilla, todos se acostaron a dormir, y quedó el gobernallo en la mano de aquel muchacho, y las aguas que corrían llevaron la nao sobre uno de aquellos bancos [...] El moço [...] dio bozes, a las quales salió el Almirante, y fue tan presto que aún ninguno avía sentido qu'estuviesen encallados. Luego, el maestre de la nao, cuya era la guardia, salió y díjoles el Almirante a él y a los otros que halasen el batel que traían por popa y tomasen un ancla y la echasen por popa, y él con otros muchos saltaron en el batel, y pensaba el Almirante que hacían lo que les avía mandado. Ellos no curaron sino de huir a la carabela...
Miércoles, 26 de diciembre
[...] si no fuera por la traiçión del maestre y de la gente, que eran todos de Palosdos o los más de su tierra, de no querer echar el ancla por popa para sacar la nao, como el Almirante les mandava, la nao se salvara...
Diario de Cristóbal Colón. Edición facsimilar de Jesús Varela Marcos, pp. 122-123.

Sin embargo, en mayo de 1493 De la Cosa recibió una compensación económica de parte de los Reyes por el hundimiento de su nao en el primer viaje. Se le otorgaba el derecho a transportar «doscientos cahíces de trigo» desde Andalucía hasta Guipúzcoa o Vizcaya eximiéndole de pagar ciertas tasas en los nueve meses siguientes. Al expirar el plazo, en febrero de 1494, la orden fue renovada en los mismos términos. Estos documentos, que hablan del marino de manera elogiosa («buenos servicios que nos habedes fecho») hacen pensar a los historiadores que en realidad Juan de la Cosa no tuvo culpa de la pérdida de su barco, contrariamente a lo que afirma el Diario.

### Segundo viaje
Juan de la Cosa participó en el segundo viaje de Colón (1493-1496) y se cree que debió ser uno de los cartógrafos de la expedición. Sin embargo, según una nómina de pagos fechada en 1497 y descubierta por Montserrat León Guerrero en 1998, La Cosa se habría enrolado como simple marinero en la nao Colina, cobrando 1000 maravedís al mes.
Se sabe también que Juan de la Cosa tomó parte en la exploración de la costa de Cuba ya que fue uno de los firmantes del juramento en el que Colón obligó a sus tripulantes a declarar que Cuba no era una isla. En ese documento, fechado en junio de 1494, La Cosa figura como marinero de la carabela Niña, si bien podría ser también uno de los «maestros de cartas de marear» mencionados en el texto.
Algunos documentos del segundo viaje de Colón mencionaban a un marino llamado Juan Vizcaíno, al cual algunos historiadores habían confundido con Juan de la Cosa. El hallazgo de la nómina de pagos de 1497 demostró que en realidad en esta expedición tomaron parte no una sino dos personas llamadas Juan Vizcaíno y además Juan de la Cosa, por lo que se trataba finalmente de tres personas diferentes.

### ¿Tercer viaje?
La mayoría de los historiadores opinan que Juan de la Cosa no participó en el tercer viaje de Colón a las Indias (1498-1500). Sin embargo, Bartolomé de las Casas escribió que La Cosa «por entonces (1500) era el mejor piloto que por aquellos mares había por haber andado en todos los viajes que había hecho el almirante», lo cual por tanto incluiría el tercer viaje. También se conserva una declaración de un testigo de los Pleitos Colombinos que afirma haber visto a La Cosa con Colón «cuando se descubrió Paria», lo cual normalmente se supone ocurrió durante el tercer viaje. Por ello el historiador Jesús Varela Marcos cree que La Cosa sí que participó en el tercer viaje de Colón y debió regresar a Europa antes que el Almirante.

## Expedición de Ojeda
En 1499 la Corona decide poner fin al monopolio que tenía Colón sobre las navegaciones a las Indias y abre el negocio a otros navegantes y empresarios. Esto da lugar a la realización de una serie de expediciones que los historiadores han denominado viajes menores, viajes de reconocimiento y rescate o también viajes andaluces, ya que todos se organizaron y partieron desde Andalucía y los que participaron en ellos residían mayoritariamente en esa región de España.
Juan de la Cosa participó como piloto mayor y cartógrafo en el primero de estos viajes, el capitaneado por Alonso de Ojeda (que también había estado en el segundo viaje de Colón). La expedición partió de Cádiz el 18 de mayo de 1499 con rumbo al cabo Aguer y de allí a la Gomera. Sólo 25 días después se encontraban en el golfo de Paria frente a la desembocadura del río Orinoco. Recorrieron minuciosamente la costa caribeña hacia occidente, llegando a la península de Coquibacoa y el cabo de la Vela (en la actual Colombia). La Cosa fue herido por una flecha indígena. Más tarde navegaron a la isla de La Española, a pesar de que se les había prohibido. No se sabe con exactitud cuándo retornaron a España, habiéndose barajado la fecha de noviembre de 1499 o abril-mayo de 1500.
Este viaje no obtuvo apenas beneficios económicos pero La Cosa pudo cartografiar en detalle la costa de la región explorada, la cual reflejaría prontamente en su famoso mapamundi.

## El mapamundi

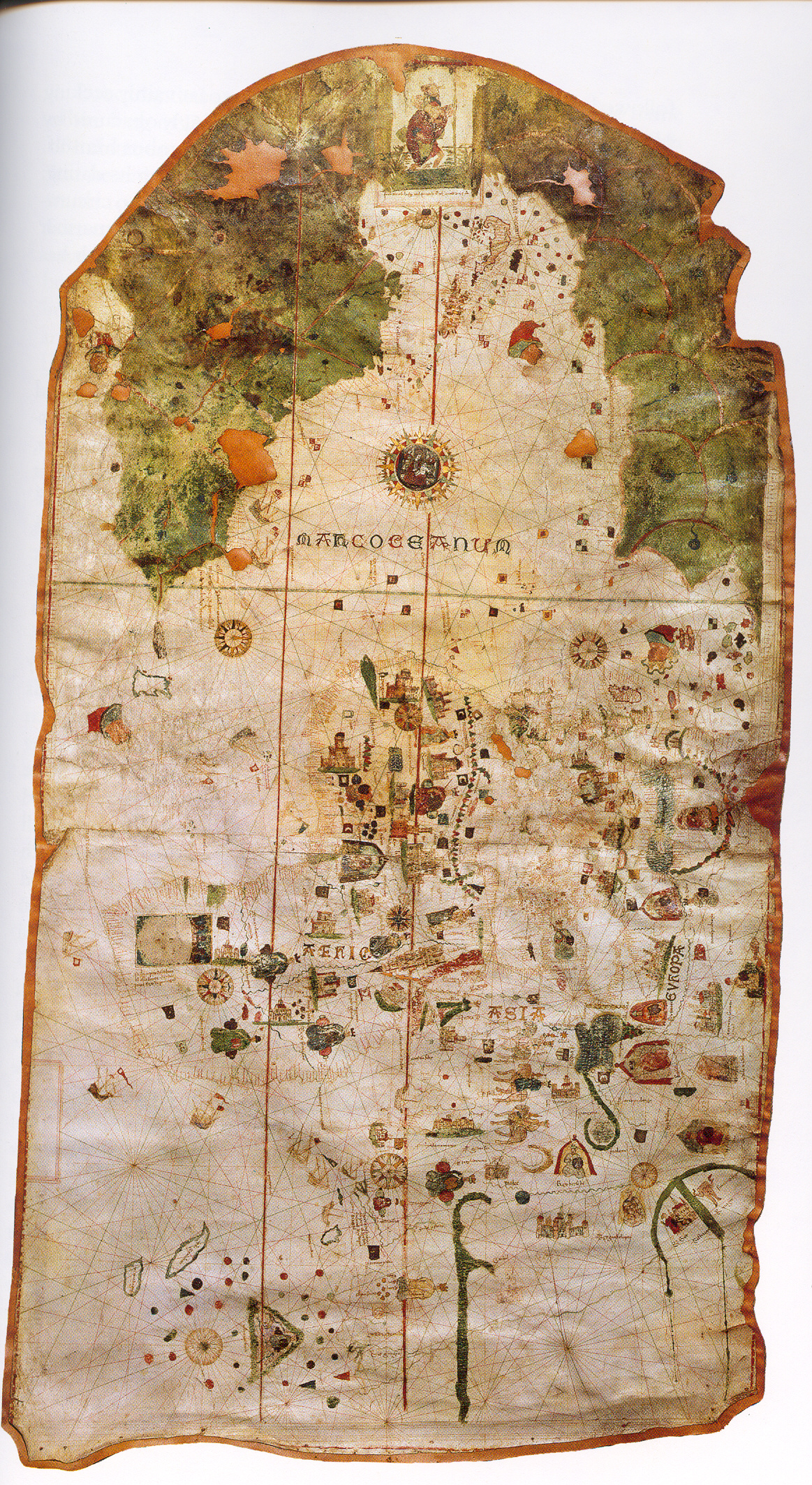
Mapamundi hecho por Juan de la Cosa en 1500. Se muestra el Nuevo Mundo en la parte superior (en verde) y el Viejo Mundo en la parte central e inferior (en blanco).

Tras su regreso a Cádiz, La Cosa elaboró para los Reyes Católicos o alguien de su corte un mapamundi que es el mapa más antiguo conservado en el que aparece el continente americano. Está pintado sobre dos pieles de pergamino unidas en forma de rectángulo irregular de 96 cm de ancho y 183 cm de largo. En el extremo occidental del mapa aparece una efigie de san Cristóbal, probable alusión a Colón, situado a poniente de las Antillas sobre una inscripción que dice: «Juan de la cosa la fizo en el puerto de S: mã en año de 1500».
Dicho mapa refleja los resultados de los descubrimientos realizados en América durante el siglo XV; con información procedente de los viajes realizados por Colón (viajes de 1492, 1493 y 1498), Alonso de Ojeda, Vicente Yáñez Pinzón, Juan Caboto, Pedro Álvares Cabral y diversos exploradores portugueses que recorrieron África, como Bartolomeu Dias y Vasco da Gama.
La Cosa sugirió que las tierras descubiertas en el norte y el sur de América podían estar unidas formando un solo continente, aunque con la efigie superior hizo un truco para permitir la posibilidad de que existiera un paso marítimo entre ambas en Centroamérica, cosa que Colón creía. Cuba aparece ya identificada como una isla, en contra de la opinión de Colón. En general las Antillas aparecen de manera completa y en América del Sur se muestra la costa desde el cabo de la Vela hasta el cabo de San Agustín, mostrando una parte del norte del Brasil. Por el contrario, en América del Norte no se muestran la península de Florida, el golfo de México ni la península de Yucatán. América Central está tapada por la efigie del santo.
El contorno de las costas de África aparece dibujado por primera vez de manera correcta, gracias a los últimos viajes de exploración realizados por los portugueses. La región de Europa y el Mediterráneo aparece bien detallada, mientras que amplias zonas de Asia se muestran vacías e imprecisas.
El mapa está decorado con rosas de los vientos, banderas, barcos, ciudades, reyes, personajes de la Biblia y figuras mitológicas. Se representan algunos ríos y la mayoría de los topónimos están escritos en castellano antiguo.

## Expedición de Bastidas
Hacia finales de 1500, el notario sevillano Rodrigo de Bastidas había obtenido una licencia regia para explorar el Nuevo Mundo, así que consultó con La Cosa sobre qué ruta tomar. Finalmente Bastidas decidió nombrarlo piloto mayor de la expedición. Otro miembro de la tripulación que se haría famoso más tarde fue Vasco Núñez de Balboa.
Partieron de Cádiz en octubre de 1500 con dos barcos y recorrieron el litoral caribeño desde el cabo de la Vela hacia el oeste. Descubrieron la desembocadura de un gran río al que llamaron Magdalena y casi naufragaron en las Bocas de Ceniza. Se adentraron después en el golfo de Urabá y llegaron hasta el actual Puerto Escribanos, en Panamá. Obtuvieron cantidades importantes de oro pero el mal estado de las embarcaciones les obligó a dirigirse a La Española, donde fueron arrestados por el gobernador Francisco de Bobadilla. La Cosa y Bastidas regresaron a España a finales de 1502.
La reina Isabel, mediante cédula real fechada el 3 de abril de 1503 nombró a La Cosa Alguacil Mayor de Urabá como parte de su recompensa por los servicios prestado en el viaje con Bastidas y adicionalmente fue nombrado oficial asalariado en la recién creada Casa de la Contratación. Por su parte Bastidas fue absuelto de todos los cargos de los que le había acusado Bobadilla.

## Viajes propios y misiones especiales

### Misión en Portugal
En 1503 La Cosa fue a Lisboa, a la corte del rey Manuel I de Portugal, con una misión diplomática o de espionaje. La Corona se había alarmado al recibir informes de que navíos portugueses habían regresado a Portugal con esclavos y Brasil desde lo que parecían ser las Indias de Castilla. Según la documentación oficial, se le entregaron a La Cosa 10 ducados de oro para «yr a Portugal a se informar e saber secretamente del viaje que los portugueses hicieron a las Indias con cuatro navíos...». Sin embargo La Cosa fue capturado rápidamente y poco después, por intercesión de Álvaro de Portugal, fue liberado y regresó a la Corte castellana en Segovia. Allí le entregó a la reina «dos cartas de marear de las Yndias», que no se han conservado.

### Primer viaje a las Indias bajo su propio mando
En 1504 La Cosa logró efectuar su primer viaje de descubrimiento bajo su propio mando como capitán general y piloto, gracias a una capitulación de la Corona para descubrir y vigilar las costas de Tierra Firme. Con cuatro naves armadas recorrió las costas entre la isla de Margarita y el golfo de Urabá, donde consiguió un abundante «rescate» (palabra que designaba tanto el beneficio comercial como el botín de guerra). En Cartagena de Indias encontró y socorrió al mercader sevillano Cristóbal Guerra y sus hombres, con quienes sin embargo tuvo grandes conflictos. Sufrieron penalidades en Urabá (actual Colombia) y Jamaica (actual Jamaica), hasta que La Cosa logró conducirlos a todos a la Española.

Juan de la Cosa, vecino de Santa María del Puerto, piloto de Rodrigo de Bastidas, armó el año de 4 cuatro carabelas con ayuda de Juan de Ledesma, de Sevilla, y de otros, y con licencia del rey, porque se ofreció a domar los caribes de aquella tierra. Fue, pues, a desembarcar a Cartagena, y creo que halló allí al capitán Luis Guerra, y entrambos hicieron la guerra y mal que pudieron; saltearon la isla de Codego, que cae a la boca del puerto. Tomaron seiscientas personas, discurrieron por la costa, pensando rescatar oro; entraron en el golfo de Urabá, y en un arenal halló Juan de la Cosa oro, que fue lo primero que de allí se presentó al rey. Llevaban muy llenos de gente los navíos; dieron vuelta a Santo Domingo, que ni hallaban rescate ni mantenimiento.
Francisco López de Gómara, Historia general de las Indias (1552), cap.70

La Cosa tuvo que permanecer unos dos años en la Española por haberse quedado sin barcos. No se sabe exactamente cómo regresó a Europa, en 1506. El beneficio de su viaje ascendió a unos dos millones y medio de maravedíes, ya que el quinto real fue de 491.708 maravedíes. Además, La Cosa recibió un premio de 50 000 maravedíes acordado antes del viaje.

### Segundo viaje propio
Al año siguiente, en 1507, la Casa de la Contratación lo nombró para dirigir una pequeña flota que vigilaría las costas entre Cádiz y el cabo de San Vicente, que era lugar de reunión de piratas. La Cosa patrulló con dos carabelas entre julio y septiembre de 1507.
Poco después inició una nueva travesía oceánica desde El Puerto de Santa María, regresando al año siguiente. Por este viaje recibió 100 000 maravedís. Se ha escrito que Bastidas pudo haber participado también en esta expedición.

### Junta de Burgos
En marzo de 1508 participó en la Junta de Burgos a petición del regente Fernando el Católico junto a Vicente Yáñez Pinzón, Juan Díaz de Solís y Américo Vespucio, que eran los mejores navegantes con los que contaba la Corona de Castilla por aquel entonces, para discutir entre otros asuntos del proyecto de una expedición para encontrar un paso marítimo a Asia a través o alrededor de las tierras descubiertas en el oeste. En esa misma Junta representó a Alonso de Ojeda en el concurso por la gobernación de Tierra Firme, en competición con Diego de Nicuesa. Al final la Corona decidió dividir Tierra Firme en dos gobernaciones: Veragua al oeste del golfo de Urabá y gobernada por Nicuesa; y Nueva Andalucía al este, gobernada por Ojeda.
También en 1508 se le confirmó a La Cosa el cargo de Alguacil Mayor de Urabá otorgado cinco años antes, pero esta vez de manera hereditaria.

## Último viaje y muerte
La Cosa recibió de la Corona el cargo de teniente gobernador de Nueva Andalucía, de la que iba por gobernador Alonso de Ojeda, así como una importante ayuda económica. La expedición partió de Sanlúcar de Barrameda el 4 de septiembre de 1509. En ella La Cosa llevaba a su mujer Teresa, a sus hijos y a dos esclavas.
Llegados a Santo Domingo, volvieron a zarpar hacia su destino final el 10 de noviembre del mismo año con tres embarcaciones y unos 300 hombres, entre ellos un soldado llamado Francisco Pizarro. La Cosa resolvió la disputa entre los dos nuevos gobernadores (Ojeda y Nicuesa) sobre qué lugar exacto del golfo de Urabá sería el límite de sus respectivas gobernaciones, señalando el río Atrato como la frontera entre Veragua y Nueva Andalucía.
Al llegar a Nueva Andalucía en diciembre, Ojeda decidió desembarcar en la bahía de Calamar, desoyendo los consejos de La Cosa que recomendaba que no se perturbara a los indios de la zona donde estaban, ya que eran indígenas que usaban flechas envenenadas. El cántabro proponía dirigirse a las orillas del golfo de Urabá, donde vivían indios menos belicosos a los cuales La Cosa había conocido cinco años atrás, pero finalmente acató la orden de Ojeda. Poco después los expedicionarios se vieron envueltos en un combate con indígenas que se saldó con victoria española, lo que incitó a Ojeda a adentrarse en la selva, persiguiendo a los indígenas en su huida hasta el poblado de Turbaco. Al llegar al poblado, Ojeda, De La Cosa y los demás hombres fueron sorprendidos por los indígenas, que dispararon flechas envenenadas. De La Cosa cayó muerto, así como la mayoría de sus hombres, pero Ojeda pudo huir.
Al volver Ojeda a la bahía de Calamar se encontró con la expedición de su rival Nicuesa. Enterados del hecho ocurrido en Turbaco, los castellanos dejaron de lado sus diferencias y los hombres de ambas expediciones se vengaron destruyendo el poblado de Turbaco y asesinando a casi todos sus habitantes. Algunas crónicas afirman que cuando hallaron el cadáver de La Cosa parecía un erizo lleno de flechas; otras dicen por el contrario que el cuerpo había sido devorado por los indios.
La viuda de La Cosa recibió 45 000 maravedís para casar a su hija, así como todos los indígenas que tenía en posesión el navegante como premio póstumo por los servicios prestados. Se desconoce el destino del hijo de La Cosa, el cual teóricamente debía haber heredado el cargo de Alguacil Mayor de Urabá.

## Su legado

### Cartografía

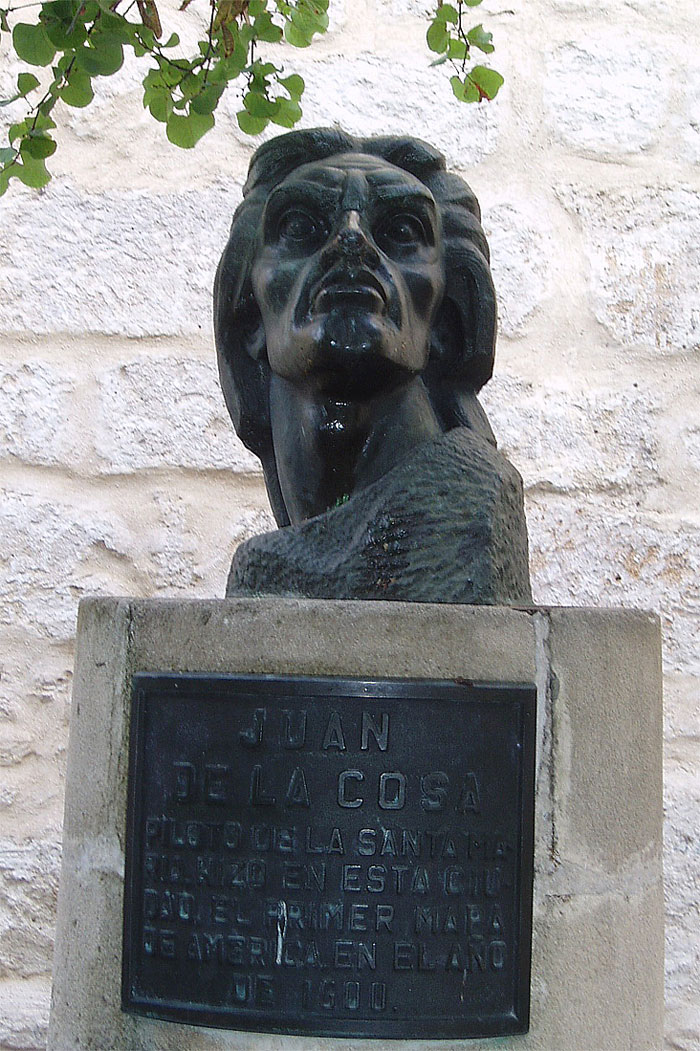
Busto de Juan de la Cosa en El Puerto de Santa María

El mapamundi de Juan de la Cosa es una de las obras más importantes de la cartografía de finales del siglo XV e inicios del siglo XVI. Fue redescubierto en 1832 por el barón de Walckenaer, ministro plenipotenciario de Holanda en París, que lo compró a un precio muy barato. A la muerte del barón en 1853, se subastó el mapamundi y el gobierno español, aconsejado por Ramón de la Sagra, lo adquirió por 4321 francos. Desde entonces está expuesto en el Museo Naval de Madrid. Numerosos eruditos han realizado reproducciones y análisis de diversas zonas del mapa de La Cosa. Las primeras fueron las de Alexander von Humboldt en su Atlas géographique et physique des régions équinoxiales du Nouveau Continent de 1834, Ramón de la Sagra en 1837 en la Historia física política y natural de la isla de Cuba y el vizconde de Santárem en 1842 con su Atlas de la Edad Media.
Se sabe que La Cosa debió realizar otros mapas importantes pero nunca se han encontrado. En particular consta que en 1503 se le abonaron siete ducados por dos "cartas de marear" que ofreció a la Reina.
Por otra parte es posible que el bachiller Martín Fernández de Enciso aprovechara sus relaciones amistosas con La Cosa para incorporar parte de sus conocimientos cartográficos en su obra Suma de geografía que trata de todas las partes y provincias del mundo: en especial de las Indias, impresa en Sevilla en 1519.

### Historiografía
Varios cronistas del siglo XVI mencionaron a Juan de la Cosa resaltando sus grandes cualidades náuticas:
- Pedro Mártir de Anglería: «egregio y experto nauta de aquellas costas»[27]
- Gonzalo Fernández de Oviedo: «muy excelente hombre de la mar»[28]
- López de Gómara: «experto marinero»[29]
- Bartolomé de las Casas: «Juan de la Cosa, vizcaíno, que por entonces era el mejor piloto que por aquellos mares había».[5]

Tras el hallazgo del mapamundi en París en 1832, Alexander von Humboldt trató de la vida de La Cosa en su Examen critique de l'histoire de la géographie du nouveau continent (1836). Con motivo del IV Centenario del Descubrimiento de América en 1892 se publicó un estudio biográfico en español, francés e inglés que acompañaba a una copia facsímil del mapamundi. Entre las biografías de Juan de la Cosa escritas en el siglo XX destacan las de Víctor Andresco (1949), Alberto Fernández Galán (1951), Florentino Pérez Embid (1951), Antonio Ballesteros Beretta (1954) y Francisco Morales Padrón (1963).
En los años 1950 varios historiadores (Justin Winsor, Alice B. Gould, George Morison) defendieron la tesis de que habían existido dos marinos diferentes llamados Juan de la Cosa, ambos vecinos del Puerto de Santa María: uno habría sido el maestre de la nao Santa María en el primer viaje de Colón y el otro habría participado en el segundo y dibujado el mapamundi. Esta tesis fue rebatida por Roberto Barreiro Meiro en 1970.

### En la actualidad

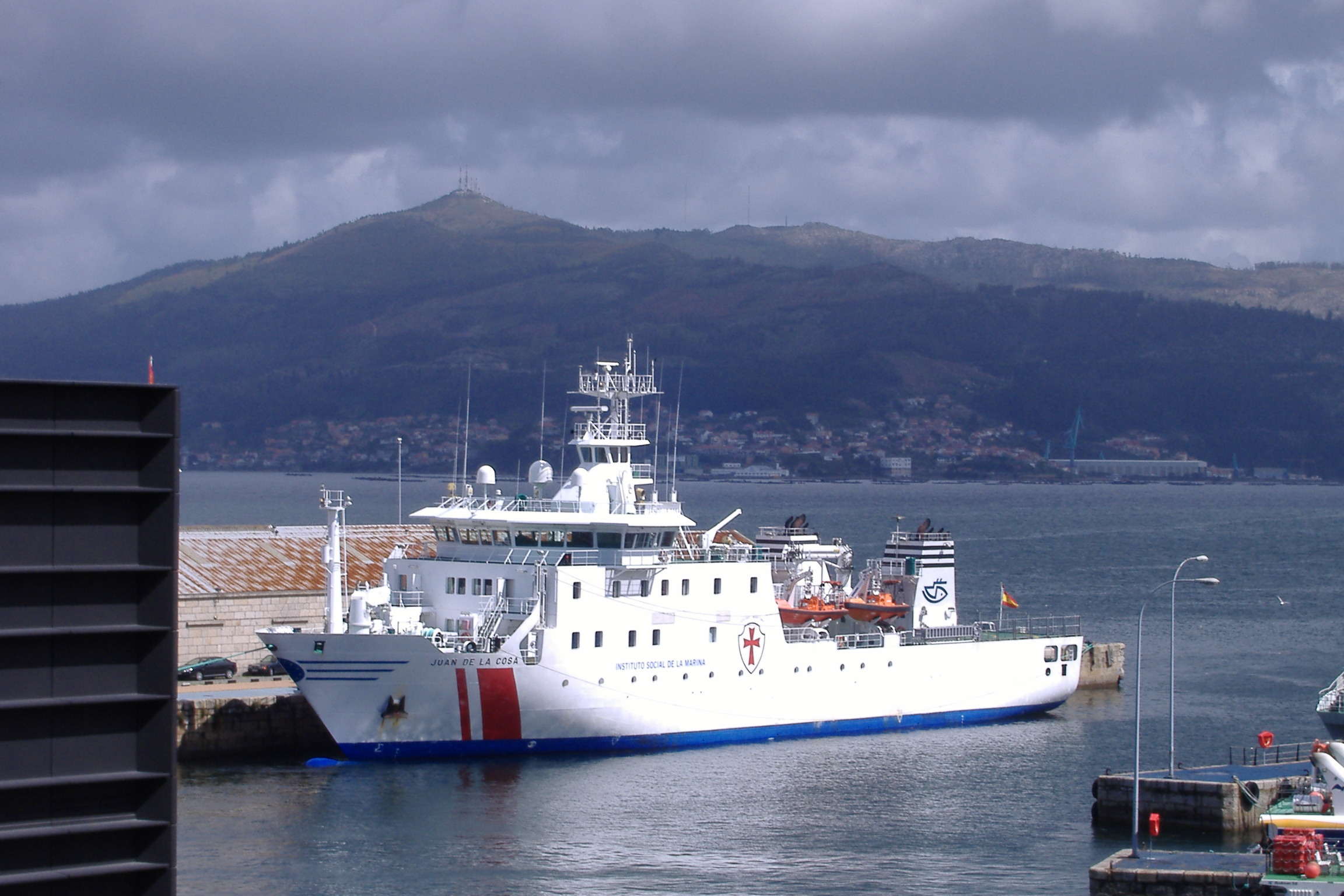
El buque hospital, Juan de la Cosa.

Cada año, en el mes de agosto, se celebra una regata con su nombre en aguas de la bahía de Cádiz organizada por el Real Club Náutico de El Puerto de Santa María.
En 2006, el Instituto Social de la Marina botó un buque hospital, bautizado como Juan de la Cosa en su honor.
En 2010, con motivo del 500.º aniversario de la muerte de Juan de la Cosa (acaecida el 28 de febrero de 1510 en Turbaco, Colombia), se realizaron numerosos actos conmemorativos, principalmente en Cantabria y Andalucía. Entre el 3 de julio y el 30 de agosto se desarrolló en Santoña una exposición titulada «Juan de la Cosa y la época de los Descubrimientos», que incluyó un ciclo de conferencias. La Asociación para la divulgación de la Hispanidad (Disad) editó en agosto de 2010 el cómic titulado Juan de la Cosa y el Descubrimiento de América, que fue distribuido gratuitamente entre los escolares de Cantabria. Fue dibujado por Rubén Martín Ojeda "Mudito". Para ello contó con la colaboración de la Dirección General de Relaciones Institucionales de la Defensa y el Ayuntamiento de Santander.
Por su parte, la Asociación de la Carta de Juan de la Cosa que preside Juan Lago Novás está entregando reproducciones hechas en 1892 a escala real del mapa a diversas instituciones públicas y buques de la Armada Española, por ejemplo: Ayuntamiento del Puerto de Santa María, Real Club Náutico de la misma localidad, Hispanic Society of America en Nueva York.